# Ерин (Вісконсин)
Ерин (англ. Erin) — місто (англ. town) в США, в окрузі Вашингтон штату Вісконсин. Населення — 3825 осіб (2020).

## Демографія
Згідно з переписом 2010 року, у місті мешкало 3747 осіб у 1405 домогосподарствах у складі 1157 родин. Було 1485 помешкань
Расовий склад населення:
| - 97,6 % — білих - 0,5 % — азіатів - 0,3 % — корінних американців - 0,1 % — вихідців з тихоокеанських островів - 0,1 % — чорних або афроамериканців |

До двох чи більше рас належало 1,0 %. Частка іспаномовних становила 1,6 % від усіх жителів.
За віковим діапазоном населення розподілялося таким чином: 22,4 % — особи молодші 18 років, 64,4 % — особи у віці 18—64 років, 13,2 % — особи у віці 65 років та старші. Медіана віку мешканця становила 46,8 року. На 100 осіб жіночої статі у місті припадало 100,7 чоловіків;  на 100 жінок у віці від 18 років та старших — 103,0 чоловіків також старших 18 років.
Середній дохід на одне домашнє господарство  становив 117 984 долари США (медіана — 89 813), а середній дохід на одну сім'ю — 129 772 долари (медіана — 103 170). Медіана доходів становила 71 333 долари для чоловіків та 52 188 доларів для жінок. За межею бідності перебувало 2,3 % осіб, у тому числі 1,8 % дітей у віці до 18 років та 1,5 % осіб у віці 65 років та старших.
Цивільне працевлаштоване населення становило 1992 особи. Основні галузі зайнятості: виробництво — 24,8 %, освіта, охорона здоров'я та соціальна допомога — 18,6 %, науковці, спеціалісти, менеджери — 13,5 %, роздрібна торгівля — 9,8 %.